# Kleiner Schwindel am Wolfgangsee
Pour plus de détails, voir Fiche technique et Distribution.
Kleiner Schwindel am Wolfgangsee (en français Petits mensonges au Wolfgangsee) est un film autrichien réalisé par Franz Antel sorti en 1949.

## Synopsis
Le peintre académique Walter Pichler a un problème : son oncle Vinzenz Grillmayer a financé ses études pendant des années et il croit que Walter a étudié la médecine. Maintenant, Grillmayer invite Walter soi-disant  récemment diplômé à son hôtel de St. Wolfgang, au bord du lac. Inévitablement, Walter est d'accord, mais emmène son meilleur ami Peter Kurz avec lui. Lui a étudié la médecine et vient de terminer son doctorat avec succès. Les deux ont élaboré une stratégie pour confesser doucement la vérité à leur oncle. Quand ils arrivent, ils ne peuvent pas dissiper le malentendu. D'autant plus que Grillmayer essaie maintenant très fort d'amener des patients à Walter sans lui demander. Une nuit, Grillmayer sort Walter du lit parce que la jeune Trixi s'est évanouie. Walter l'emmène au grand air et elle se sent vite mieux. Tout le monde parle des compétences de Walter. La syncope de Trixi fut déclenchée par un télégramme de son fiancé Egon Rittersheim disant qu'il revient. Il est avocat et clairement plus âgé que Trixi. Elle ne l'aime pas, mais sa mère l'aime ; elle a également obtenu l'engagement des deux. Walter tombe amoureux de Trixi et n'est plus pressé d'abandonner le rôle du médecin, d'autant plus que Trixi simule en présence d'Egon des syncopes pour se débarrasser de lui.
Lorsqu'il ne donne pas de conseils simples pour des maladies inoffensives, Walter peint sur une affiche publicitaire pour des vacances en Autriche. Il s'agit de sa contribution à un concours de publicité touristique, dont la victoire lui rapporterait 5 000 shillings. Il a bientôt l'idée de dessiner Trixi devant le panorama de Saint Wolfgang. Devant Grillmayer, Peter doit bientôt faire semblant d'être un peintre et il se retrouve dans un dilemme lorsque l'ésotérique Anny Bird veut être le modèle de l'artiste. Lorsqu'un invité tombe malade, Grillmayer insiste pour que Walter l'examine. Pendant ce temps, Egon est devenu suspect, d'autant plus que sa fiancée passe beaucoup de temps avec le supposé médecin. Un médecin qui vient hors de la ville est amené pour examiner le client de l'hôtel. Avec une astuce, Peter fait semblant d'être la personne malade et souffle à Walter à la fois les symptômes de la maladie et le traitement. Le médecin est satisfait du traitement, mais Egon n'abandonne pas. Il télégraphie à l'université de Vienne et demande si Walter a déjà été inscrit.
Grillmayer initie quant à lui une randonnée en montagne qui entraîne de nombreux rhumes après une tempête. La jeune Susanne Thomas, en particulier, dont Peter est tombé amoureux, est particulièrement touchée. Bien que Walter soit de nouveau appelé pour un traitement, Peter intervient, car ce n'est plus amusant. Il traite Susanne et lui avoue qu'il est le médecin et Walter le peintre. La situation atteint son paroxysme lorsque la camarade de classe de Peter, Marion Hanisch, apparaît à St. Wolfgang. Pendant ce temps, Egon informe Walter et Grillmayer d'un imposteur qui a été arrêté pour avoir fait semblant d'être médecin. Walter en a assez et se fait discret. Peu de temps après, Marion apparaît à l'hôtel et félicite Grillmayer : Walter a remporté le premier prix du concours d'affiches. D'abord irrité, Grillmayer se réjouit alors d'avoir un neveu aussi talentueux. Egon reçoit des informations télégraphiques selon lesquelles Walter n'a jamais étudié la médecine. Il dénonce Walter à la police. Les clients de l'hôtel apprennent également l'escroquerie, mais ils doivent admettre que Walter n'a jamais prétendu être lui-même médecin. Seulement, ils l'ont toujours désigné comme tel. Grillmayer, d'autre part, dit maintenant que Walter voulait seulement peindre incognito sur place et faisait semblant d'être médecin. Il a reçu les véritables conseils médicaux de Peter, qu'il a emmené avec lui pour la simulation. Egon apparaît avec le policier, mais il ne trouve aucun crime. Trixi et Peter suivent Walter et le font descendre du train. Ils retournent tous les trois à l'hôtel, où ils sont acclamés. Walter apprend son premier prix. Un peu plus tard, Walter et Trixi se sont fiancés et Grillmayer a persuadé ses invités de laisser Walter les peindre à l'huile.

## Fiche technique
- Titre : Kleiner Schwindel am Wolfgangsee
- Réalisation : Franz Antel assisté de Many Schöming
- Scénario : Franz Antel, Gunther Philipp
- Photographie : Hans Heinz Theyer
- Montage : Arnfried Heyne
- Musique : Ludwig Schmidseder
- Direction artistique : Sepp Rothauer
- Producteur : Josef Lebzelter
- Sociétés de production : Alpenländische Filmgesellschaft
- Société de distribution : Alpenländische Filmgesellschaft
- Pays de production :  Autriche
- Langue : allemand
- Format : Noir et blanc — 35 mm — 1,37:1 — Son : Mono
- Genre : Comédie
- Durée : 101 minutes
- Dates de sortie :
  - Autriche : 11 novembre 1949.
  - Allemagne : 27 janvier 1950.

## Distribution
- Hans Holt : Walter Pichler
- Gunther Philipp : Dr. Peter Kurz
- Hermann Erhardt (de) : Vinzenz Grillmayer, l'once de Peter
- Waltraut Haas : Trixi Gundacker
- Peter Hey : Egon Rittersheim
- Nadja Tiller: Susanne Thomas
- Susi Nicoletti: Anny Bird
- Hilde Schreiber : Marion Hanisch
- Eva Sandor : Mme Gundacker, la mère de Trixi
- Ludwig Schmidseder: Aldo von Schmasal
- Rolf Olsen: Ferdinand